# 南沃爾索爾 (英國國會選區)
南沃爾索爾（英語：Walsall South），英國國會一自治市選區，位於英格蘭西米德蘭茲郡，包括沃爾索爾都市自治市南部七個地方選區。
本區創設於1955年，1974年以後一直支持工黨。2010年大選自1974年起任當區議員的布魯斯·喬治宣佈退休，議席由瓦樂莉·瓦茲以39.7%選票繼承。